# Associació Catalana d'Atletes Veterans
Associació Catalana d'Atletes Veterans (ACAV) és una associació atlètica fundada el 1982 amb seu a Barcelona, que agrupa els atletes veterans de Catalunya.
L'Associació Catalana d'Atletes Veterans es va crear amb l'objectiu de promoure l'esport dels atletes veterans de Catalunya, tant si aquests pertanyen a un club com si participen de forma independent, i intentar facilitar la seva inscripció en competicions d'àmbit local, estatal i internacional. Amb Jaume Ferret com a president, entre els seus components destaquen noms com Marina Hoernecke-Gil i atletes que tenen rècords d'Espanya, com Xavier Antón i Bofill, Valentí Huch, Àngel Joaniquet Ibarz -que fou un dels seus cofundadors-, J.M. Pérez, Josep Maria Sanza Agreda, Llorenç Cassi i Morató, Jordi Cladellas, Josep Busoms i Domènech, F. Díaz, M. Suárez, R. Escribano i Heidi Klett Carl, entre d'altres. El 2011 disposava 347 associats.